# Obicie

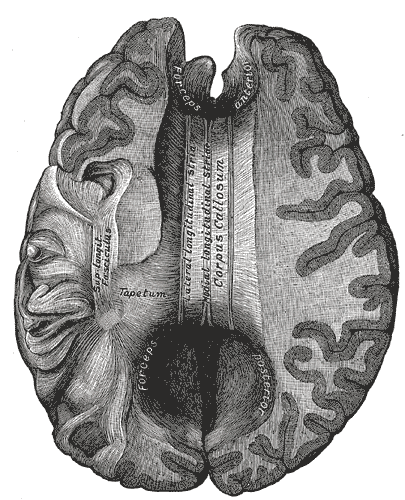
Obicie podpisane "Tapetum"

Obicie (łac. tapetum, tapetum corporis callosi, tapetum Reili) – w anatomii człowieka warstwa istoty białej otaczająca z boku i częściowo od góry róg dolny komory bocznej, utworzona przez włókna spoidłowe ciała modzelowatego. Opisał je jako pierwszy Johann Christian Reil (1759–1813).